# Dirhinosia
Dirhinosia là một chi bướm đêm thuộc họ Gelechiidae.